# Security-Enhanced Linux
SELinux (de l'anglès Security-Enhanced Linux, Linux amb seguretat millorada) és un conjunt d'addicions sobre el nucli de Linux que proporcionen diferents característiques de seguretat i de control d'accés establertes pel Departament de Defensa dels Estats Units. Tot i que el nom ho podria suggerir, no es tracta d'una distribució de Linux, sinó de diferents modificacions que poden aplicar-se tant a sistemes Linux com BSD.